# Femte aliyah
Femte aliyah (indvandring af jøder til Palæstina) skete fra 1932 til 1939 og bestod fortrinsvis af udvandrede tyske jøder.
Indvandringen voksede kraftigt i forhold til den foregående periode og fik nærmest karakter af masseindvandring mellem 1933 og 1935, mens oprørene i mandatområdet i 1936 havde en midlertidig svækkelse af indvandringsbølgen til følge, men i løbet af årene 1938–1939 kom der atter tusindvis af indvandrere, hvoraf mange indrejste ulovligt.

## Grunde til indvandringen
Flere forhold virkede fremmende på indvandringen:
1. Adolf Hitler og NSDAP kom til magten i Tyskland, hvilket bevirkede en stor ændring i mange tyskboende jøders liv samt for dem i Østeuropa, som ikke fik lov til at vende tilbage og blive de økonomiske ledere. Jøderne i Tyskland led under en massiv bølge med aggressiv og direkte antisemitisme, og mange bestemte sig for at flytte til Det hellige land. I august 1933 blev en aftale indgået mellem den zionistiske formidlingsorganisation og de nationalsocialistiske myndigheder. På grund af denne fik jøder, som forlod Tyskland fuld kompensation for sine formuer, mens de ifølge tysk lov på den tid egentlig skulle afstå deres formuer for at kunne forlade Tyskland. Ved siden af dette blev tyske varer eksporterede til mandatområdet. Aftalen, som tjente begge siders interesser, bidrog til, at udvandringen fra Tyskland (indvandringen til Palæstina) kunne fortsætte med forøget styrke.
2. Udskiftning af den britiske High Commissioner – den nye britiske kolonibestyrerer Arthur Wauchope var tilhænger af zionismen og gav mange indvandringstilladelser samt fremmede den jødiske økonomi og zionistbosætning.
3. Den økonomiske vækst i mandatområdet – udvekslingsaftalen med Tyskland bragte en stor sum penge, som var starten på en stærk forbedring af økonomien i området efter krisen i slutningen af 1920-erne.
4. Begrænsninger for indrejse til USA: i 1924 bestemte USA sig for at stramme betingelserne for indvandring, og selv under femte aliyah lukkede USA flertallet af mulige indvandrere ude.
5. Antisemitismen i verden herskede: flere regimer især i europæiske lande indførte en antisemitisk politik, som ansporede til oprør, forfølgelse og økonomiske og sociale begrænsninger rettede mod jøder.

## Indvandringens omfang
Indvandringen til Palæstina udgjorde omkring 265.000 personer mellem 1932 og 1939, hvoraf omkring 15 % var illegale indvandrere:
| År              | Antal indvandrere |
| --------------- | ----------------- |
| 1932            | 9.553             |
| 1933            | 30.327            |
| 1934            | 42.359            |
| 1935            | 61.854            |
| 1936            | 29.727            |
| 1937            | 10.536            |
| 1938            | 12.868            |
| 1939            | 27.561            |
| Illegale (skøn) | 39.800            |
| I alt           | 264.585           |

kilde: "Thirty Years of Jewish Immigration to Palestine", s. 734